# Surhuisterveen
Surhuisterveen (en frison : Surhústerfean) est un village de la commune néerlandaise d'Achtkarspelen, dans la province de Frise.

## Géographie
Le village est situé dans l'est de la Frise, à la limite avec la province de Groningue, à 8 km au nord-est de Drachten.

## Histoire
Surhuisterveen se développe à côté de Surhuizum à partir du XVIe siècle quand des paysans exploitant la tourbe et des bateliers y construisent leurs maisons.

## Démographie
Le 1er janvier 2018, le village comptait 6 010 habitants.